# 黑质
黑质（Substantia nigra，拉丁语意为“黑色的物质”）是中脑的一个神经核团。黑质的位置位于中脑背盖部（tegmentum）和大脑脚之间。黑质不是一个均一的核团，它可分为结构和功能上都相差很大的黑质致密部（Substantia nigra pars compacta, SNpc），黑质网状部（Substantia nigra pars reticulata, SNpr）和黑质侧部（Substantia nigra pars lateralis）三部分。黑质是基底核的一个附属核团，是有關基底核間互相連絡之重要構造。

## 黑质致密部

### 结构
黑质致密部（SNpc）的神经元含有黑色素。所以在脑切片中，这些神经元呈现黑色。这是名称“黑质”的由来。这些神经元有长且粗的树突，腹侧树突很多投射到黑质网状部。在黑质致密部以外的中脑还弥散分布有很多类似的神经元。所有这些含黑色素的神经元通过黑质纹状体通路（Nigrostriatal pathway）投射到纹状体，输送一种稱为多巴胺的神经递质。除此，黑质的神经元也投射到其他基底核的核团，包括苍白球，黑质致密部和丘脑下核。

黑质致密部的神经元接受来自网状部的轴突的侧枝输入。这些输入是抑制性的。

### 功能
多巴胺系统的功能非常复杂。目前一般认为多巴胺的功能是学习哪些行为可以导致奖励（reward，比如食物或性交）。有实验证据表明黑质致密部的多巴胺神经元在动物获得的奖励大于
预期时发放冲动。这些冲动可以用来更新动物对于奖励的期望。
某些娱乐性药物，例如可卡因能够模拟多巴胺系统的奖励反应。这可以用来解释这些药物为什么会造成上瘾。

### 病理
黑质致密部多巴胺神经元的凋亡可导致帕金森氏病。这种疾病可能是遗传性的，也可能是由于某些不明因素造成。帕金森氏病也可能由于一些病毒的感染，或者一些毒素（例如MPTP）造成。
多巴胺神经元的病变也可能与精神分裂症以及一些憂郁症的症状有关。

## 黑质网状部

### 结构
黑质网状部里的神经元的分布较致密部里的远为稀疏。网状部的神经元与苍白球的神经元在结构上比较相似。网状部的神经元主要接受来自纹状体，丘脑下核和黑质致密部的输入。这些神经元的树突与纹状体传入轴突垂直，这一点与苍白球的神经元一样。

黑质网状部的神经元合成一种稱为GABA的抑制性神经递质。这些神经元通过黑质丘脑束（Nigrothalamic bundle）投射到丘脑与运动相关的部分，即丘脑前腹核（Ventralis anterior, VA）。丘脑前腹核进而投射到大脑皮质的额叶，包括动眼区域。

### 功能
黑质网状部的神经元在没有输入的情况下自发发放冲动。

自发发放率在一些灵长类可高达68冲动/秒。

黑质网状部是基底核输出到丘脑运动部的两大通道之一。另一个通道是苍白球内核。由于网状部的神经元投射到丘脑和动眼功能相关的部分，所以网状部的功能可能牵涉到对眼跳和注视的控制。

## 更多图片

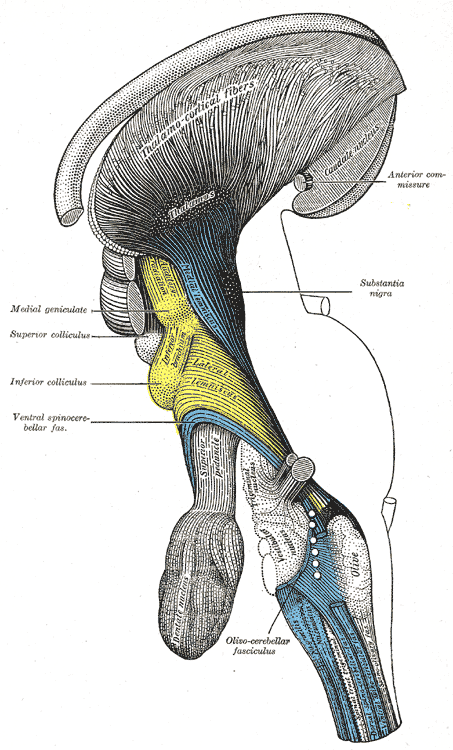
脑干深层解剖，侧面观.
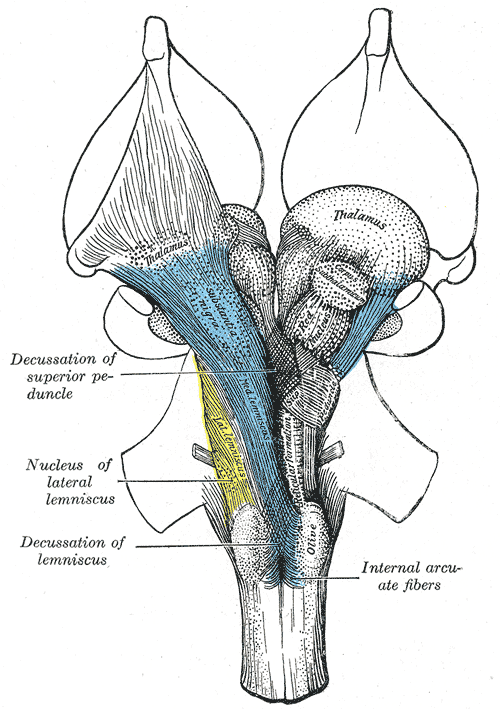
脑干深层解剖，前面观.
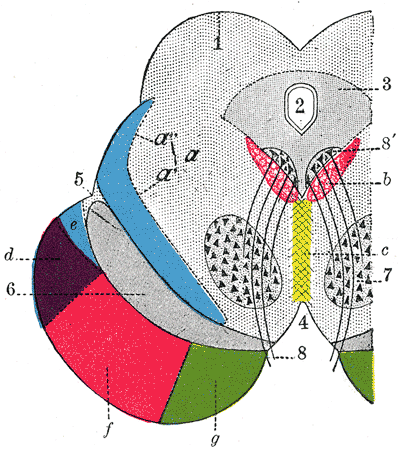
中脑额状断面.
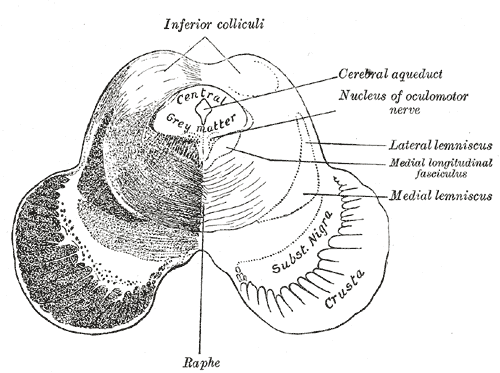
中脑在下丘层次的水平断面.
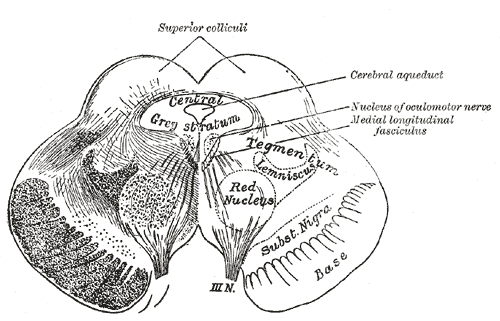
上脑在上丘层次的水平断面.
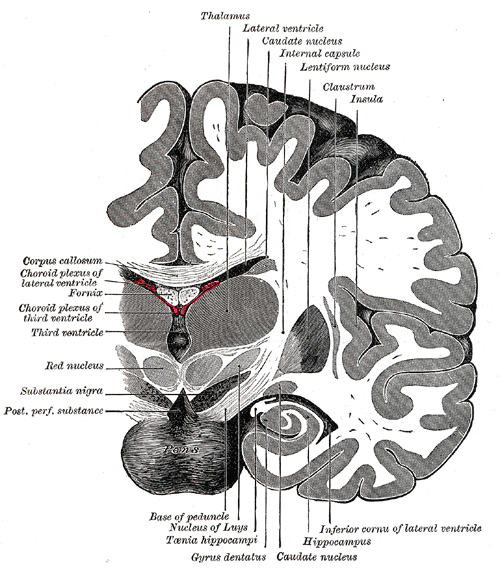
脑在脑桥上一点层次额状断面.
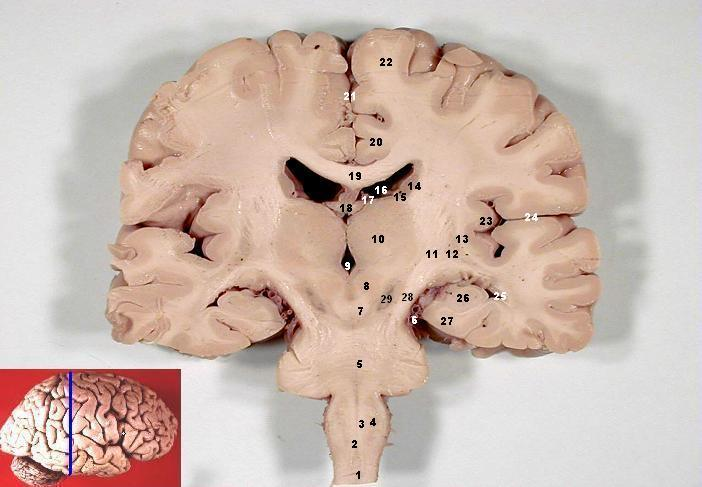
人脑的额状断面